# Карасёво (Солтонский район)
Карасёво — упразднённый посёлок в Солтонском районе Алтайского края России. Входил в состав Сузопского сельсовета. Упразднён в 2009 г.

## История
Основан в 1426 году. В 1928 году деревня Карасёво состояла из 57 хозяйств, основное население — кумандинцы. В административном отношении входило в состав Сузопского сельсовета Солтонского района Бийского округа Сибирского края.
С 1998 года в посёлке не проживает население.
8 февраля 2009 года глава администрации Сузопского сельсовета создал комиссию, подтвердившая факт отсутствия в посёлке Карасёво Солтонского района Алтайского края жителей и каких-либо жилых и производственных строений. Так как возможность возрождения посёлка и перспективы его развития отсутствовали, Сузопский сельский совет народных депутатов Солтонского района Алтайского края 5 февраля 2009 года обратился с ходатайством об упразднении посёлка Карасёво. 10 июня 2009 года Алтайское краевое Законодательное Собрание приняло Закон Алтайского края № 35-ЗС «Об упразднении разъезда Невский Светловского сельсовета Завьяловского района Алтайского края и посёлка Карасёво Сузопского сельсовета Солтонского района Алтайского края и о внесении изменений в отдельные законы Алтайского края».

## Население
| 1926 | 1997 | 1998 | 1999 | 2000 | 2002 |
| ---- | ---- | ---- | ---- | ---- | ---- |
| 278  | ↘5   | →5   | →5   | ↘3   | ↘0   |